# Blepisanis nivea
Blepisanis nivea là một loài bọ cánh cứng trong họ Cerambycidae.